# Juan Jubí
Juan Jubí, latinizado como Johannes Jubinus, O. F. M. (Mallorca, ¿15..?-Barcelona, 1572†) fue un fraile franciscano, teólogo, obispo in partibus infidelium de Constantina y auxiliar de Barcelona y poeta en latín humanístico.

## Biografía
Según Nicolás Antonio era de Mallorca y no catalán, como asegura Feliu. Fue doctor en teología y predicador del virrey (1534-39) Fadrique de Portugal; lo nombraron en 1542 obispo titular de Constantina en África (Argelia); como tal consagró la iglesia de Reus en 29 de junio de 1543. En 1545 suscribió con ese título el librito de Jaime Ferrer de Blanes intitulado Sentencias católicas del divi poeta Dant: "Fr. Joannes Jubinus episcop. Constantinen. et doc. theologus". En 1549 y 1550, con licencia del obispo de Vich, dio tonsuras y confirió órdenes sagradas en varios lugares del obispado y lo mismo practicó en octubre de 1553 en Granyena de Segarra, Verdú, Bellpuig, Tárrega, Cervera etc. con licencia del arcediano de la Sta. Iglesia de Vich Segismundo Paratge. Fue provincial de los franciscanos conventuales de la Corona de Aragón (1542), y obispo auxiliar de Barcelona (1542-1571), donde residió habitualmente ayudando al obispo titular Joan de Cardona. 
Según Feliu, Jubí fue uno de los obispos que sobresalieron en el concilio de Trento entre mayo de 1551 y abril de 1552, siendo particularmente apreciado por el cardenal Cristoforo Madruzzo obispo y príncipe de Trento; además fue el encargado de recibir al concilio a Felipe II con un elegante poema compuesto en latín en estrofas sáficas, Adter maximum Philippum Hisp. Reg., el 7 de junio de 1551 en una fiesta que se hizo en una isla del Adriático cerca de Trento. En el concilio actuó en representación propia y del obispo de Gerona Joan Margarit i de Requesens, y sus intervenciones fueron en materia de eucaristía y de penitencia. Escribió en prosa y en dísticos elegíacos De sacratissimo eucharistiae sacramento opusculum nuperrime recognitum et auctum, De D. Virgine, De Div. Hieronymo, De sacrificio Missae, et de auctoritate Ecclesiae, In tumulum invictissimi Caroli V caesaris semper augusti, Iubinnus ad uiatorem y De comptentu mundi ab secessum in vitam privatam Caroli V, este último unos dísticos sobre el retiro de Carlos I en el monasterio de Yuste impregnados de senequismo cristiano. Dedicó también otra elegía fúnebre a Isabel de Valois, Elegia ad ter máximo Philippum, Hispaniarum regem, de morte dilectissimae Elizabetae uxoris suae. Asimismo fueron motivos poéticos para Jubí la subida al trono de Felipe, su primera visita a Barcelona como rey o su último matrimonio con la archiduquesa Ana de Austria, y otros personajes de la corte como don Luis de Alba, don Luis de Zúñiga, Isabel de Silva o el príncipe de Melito, a quien dedicó su libro de poemas. Batllori destaca sus epigramas De vita áulico non spernanda, Ad lectoría y Ad momumento. En esta última los juegos de palabras y los guiños al lector denotan la habilidad poética de Jubí. Fue amigo de Jerónimo Nadal, del cardenal Jaime del Pozzo Berard y del humanista Juan Luis Vileta, que fue censor de su obra y al cual dirigió unos finales dísticos de elogio. Recientemente García Oro ha editado una Epistola proemialis y otra poesía latina.
Se imprimieron estas obras en Barcelona en 1568, 1570 y 1580 por Claudio Bonat. Murió en Barcelona en 1572 y está enterrado en el convento de Jesús extramuros. Dejó en su testamento tres mil libras a la Escuela de Randa (Mallorca).